# 笠岡港
笠岡港（かさおかこう）は、岡山県笠岡市にある地方港湾。港湾管理者は岡山県。
笠岡地区、神島外浦地区、港町地区からなる。港町地区は広島県福山市の福山港と接しており、港則法、関税法、検疫法、入国管理法、港湾運送事業法上は「福山港」の一部となっている。

## 概要
笠岡港は、古くから海上交通の要衝として栄えていた歴史ある港湾である。そのため、笠岡港と言えば、一般的には笠岡諸島への旅客船航路を持つ笠岡地区の「住吉港」と「伏越港（ふしごえこう）」のことを指し、更に最狭義としては住吉港のみを指す。神島外浦地区については「神島外港」、港町地区については「新笠岡港」と呼ばれている。

## 歴史
現在の笠岡地区は、良質な港町を形成し、中世には村上水軍が城を築き、行き交う舟の監視にあたり、戦国時代には毛利氏が、江戸期時代には水野氏、その後は天領として幕府が、ともに力を注ぐ物流港であった。また、笠岡諸島や四国、金毘羅への連絡港として重要な役割を果たしてきた。
当時の港には、「笠岡の港」（現： 笠岡市笠岡）と「金の浦の港」（現： 笠岡市金浦）があり、両港を連絡する陸路としては、東西に抜ける浜街道（備中浜街道）と呼ばれていた旧鴨方往来が通り、港から山間部に向けては、備中松山や成羽を経て吹屋に抜ける魚仲仕の道、魚道（ととみち）と呼ばれた旧成羽往来が旧山陽道（西国街道）の矢掛宿に向かい、高山市 ‐ 東城を経て出雲国、出雲大社に抜ける雲州街道と呼ばれた旧東城往来が旧山陽道（西国街道）の七日市宿に向かい、備後府中 ‐ 上下を経て石見国、石見銀山街道と呼ばれていた旧石州街道が旧山陽道（西国街道）の高屋宿 ‐ 神辺宿に向かい、陸海ともに交通の要衝として栄えた。
しかし、戦後は笠岡湾干拓事業により航路が狭小となったことや、船舶の大型化により、港の機能は衰退していく。高度経済成長に伴い、港湾機能の近代化が必要となったことから、「瀬溝港」と「神島外港」を笠岡港に編入するとともに、港町地区に新港を建設し、従来の笠岡地区は旅客船基地として、港町地区は貨物船基地として、機能を分担している。

## 笠岡地区

### 住吉港
「住吉港」地図

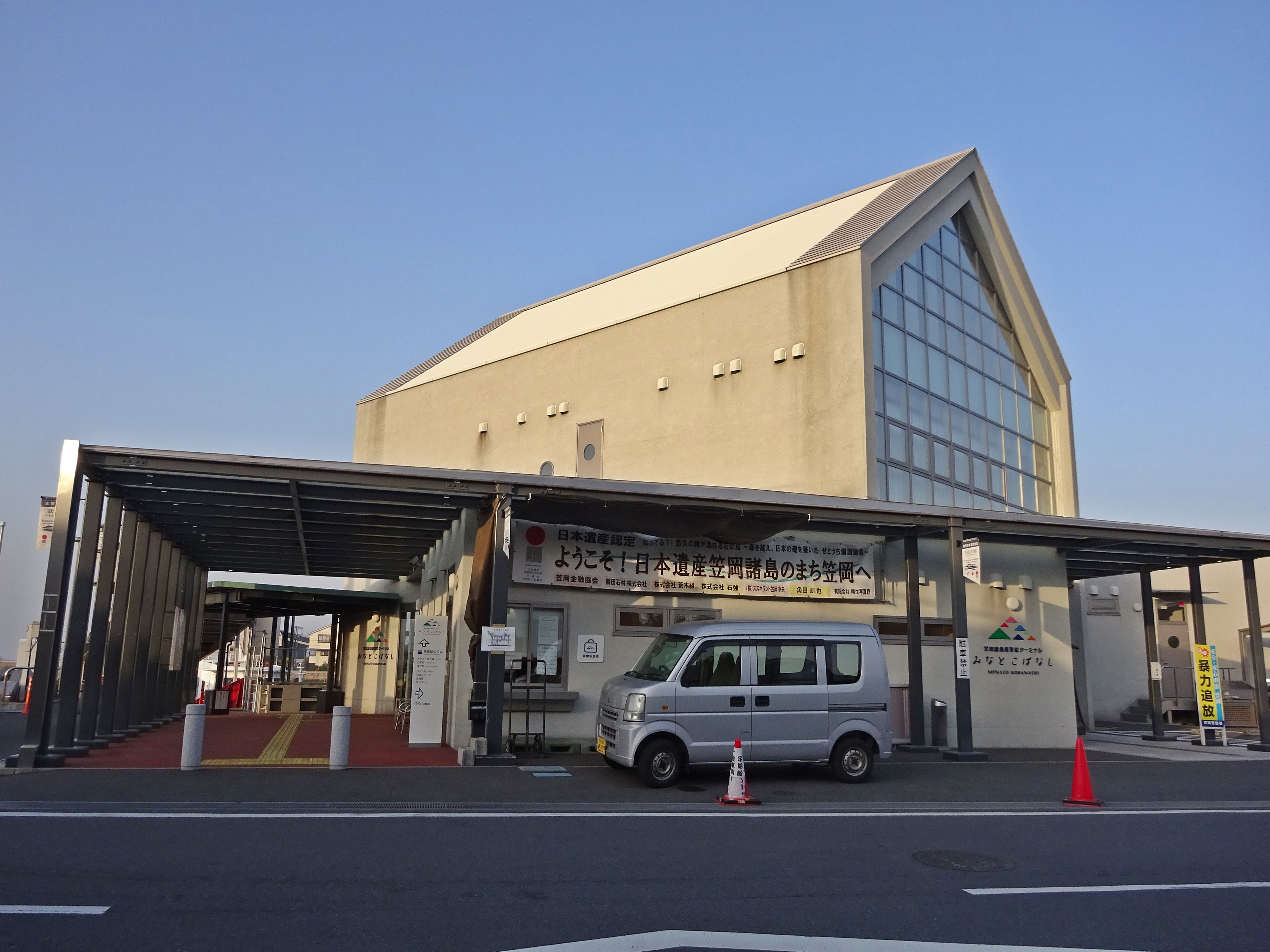
住吉港・笠岡諸島旅客船ターミナル「みなとこばなし」

JR笠岡駅から国道2号を挟み南側に位置する港。歴史ある港で笠岡港の本港である。笠岡市笠岡の住吉地区にあることから住吉港（すみよしこう）と呼ばれ、港からは「笠岡港 ‐ 笠岡諸島」連絡航路として三洋汽船の旅客船が出ている。

### 伏越港
「伏越港」地図
城山（古城山公園）を挟み、住吉港の東側に隣接する港。笠岡市笠岡の伏越地区にあることから伏越港（ふしごえこう）と呼ばれ、港からは「伏越港 ‐ 白石島」連絡航路として三洋汽船のフェリーが出ている。

## 神島外浦地区

### 神島外港
「神島外港」地図
笠岡湾干拓により半島となった神島の外浦に位置する港。笠岡市神島外浦にあることから神島外港（こうのしまそとこう）と呼ばれ、また神島外浦港（こうのしまそとうらこう）、外浦港（そとうらこう）、外港（そとこう）とも呼ばれている。漁港としての色合いが強い港ではあるものの、港からは笠岡諸島への旅客船が出ている。

## 港町地区

### 新笠岡港
「新笠岡港」地図
笠岡湾干拓地（ベイファーム笠岡）の南西端に位置し、笠岡市港町という地名が与えられた埋立地に隣接する貨物港。新設港であることから新笠岡港（しんかさおかこう）と呼ばれる。
1979年（昭和54年）から1991年（平成3年）にかけて県営事業として築造された。この築造に付随して、福山港から笠岡市神島の寺間地区に至る海域が浚渫され、航路も整備された。

#### 沿革
- 1987年（昭和62年）10月： 700トン船舶用の1号岸壁（延長90メートル、水深4.5メートル、バース3）が竣工。
- 1991年（平成3年）8月： 2号岸壁（延長180メートル、水深5.5メートル、バース2）が竣工。2000トン船舶が着岸可能となる。